# Vectom
Vectom war eine bayerische Thrash-Metal-Band aus Ingolstadt, die im Jahr 1983 gegründet wurde und sich 1993 auflöste.

## Geschichte
Die Band wurde im Jahr 1983 gegründet. Nachdem die ersten Lieder entwickelt wurden, folgte im Jahr 1985 das Debütalbum Speed Revolution über Gama Records. Die Gruppe bestand dabei aus Sänger Christian Bucher, den Gitarristen Horst Götz und Stefan Kroll, Bassist Ralf Simon und Schlagzeuger Wolfgang Sonhütter. Bereits ein Jahr später schloss sich das nächste Album Rules of Mystery über Scratchcore Records an. 1993 löste sich die Band auf. Im Jahr 2006 erschien eine Kompilation beider Alben über Stormspell Records, die 2011 über Battle Cry Records wiederveröffentlicht wurde.

## Stil
Die Band spielte klassischen Thrash Metal, der klanglich mit der Musik von Darkness vergleichbar ist.

## Diskografie
- 1985: Speed Revolution (Album, Gama Records)
- 1986: Rules of Mystery (Album, Scratchcore Records)
- 2006: Speed Revolution / Rules of Mystery (Kompilation, Stormspell Records)